# De Cecco
De Cecco — итальянская компания, работающая в пищевой отрасли, занимается производством сухих макаронных изделий, оливкового масла, готовых соусов и томатных производных.
Основанная в 1886 году в Фара-Сан-Мартино, где у неё находится штаб-квартира и фабрика, De Cecco имеет административный офис в Пескаре и производственные предприятия в Калдари.

## История
Основу предприятия заложил мельник Филиппо Де Чекко, который в 1876 году купил мельницу и стал производить муку. В 1886 году он создал производство макаронных изделий под собственным именем, которое включало в себя мельницу и фабрику. В дальнейшем предприятие развивалось и расширяло рынки сбыта своей продукции. В 1908 году De Cecco на своей торговой марке изобразила деревенскую девушку, несущую два снопа пшеницы.
В Первую мировую войну производство уменьшило свои объёмы, но в 1920 году снова вышла на довоенный уровень. Во Вторую мировую войну завод в Фара-Сан-Мартино был разрушен и после войны в Пескаро была построена новая фабрика. В 1980 году в Фара-Сан-Мартино было открыто новое производственное предприятие, удвоившее объём производства компании. А в 1986 году De Cecco начала диверсифицировать свой бизнес, создав собственный бренд оливкового масла. В дальнейшем она стала производить широкий ассортимент продукции на основе томатов.
По состоянию на 2013 год De Cecco было третьим по величине производителем макаронных изделий в мире.
Предприятие соблюдает принципы экологического права, имеет сертификаты Social Accountability 8000 и ISO 9000, его продукция соответствует Международному пищевому стандарту.